# Hermann von Colard

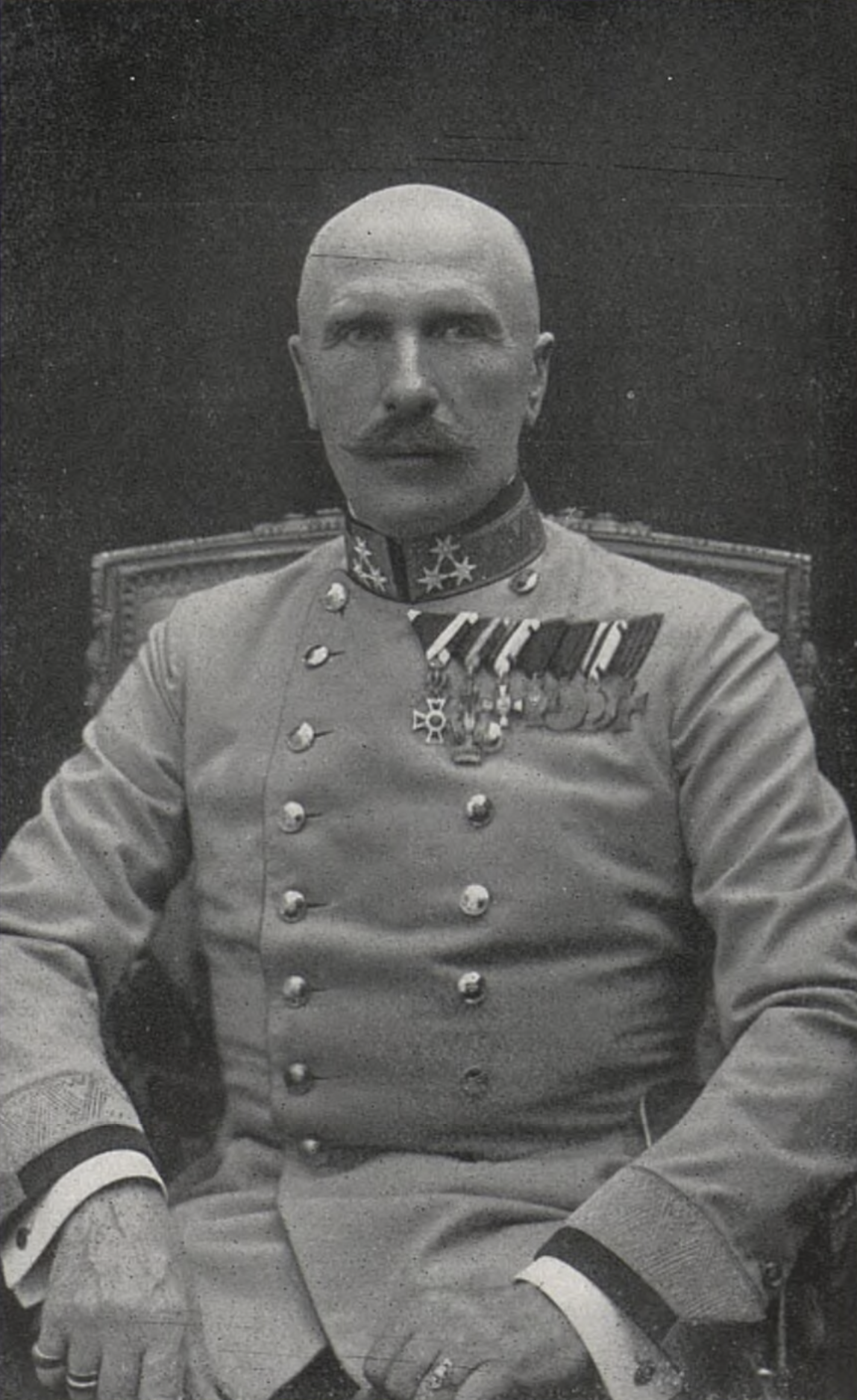

Hermann Heinrich Kasimir von Colard (* 11. Februar 1857 in Stanislau; † 8. April 1916 in Biala, Galizien) war ein österreich-ungarischer General der Infanterie.

## Leben

### Herkunft
Er stammte aus einer französischen Adelsfamilie, die während des Dreißigjährigen Krieges nach Österreich einwanderte. Noch im achtzehnten Jahrhundert änderte die Familie ihren Namen von „de Colard“ auf „von Colard.“ Hermann war ein Sohn des k.u.k. Offiziers Hermann Ignaz von Colard (1828–1865) und wurde im August 1907 in den Adel aufgenommen.

### Militärkarriere
Nach dem Besuch des Militär-Collegiums von St. Pölten besuchte er ab 1872 die Theresianische Militärakademie in Wiener Neustadt und wurde im Herbst 1876 im Infanterie-Regiment Nr. 10 zum Leutnant ausgemustert. Am 1. Mai 1881 wurde er Oberleutnant, besuchte die Kriegsschule in Wien und trat im Mai 1883 in den Generalstab ein. Ab 1. Oktober 1886 diente er als Generalstabsoffizier im Kommando des XI. Korps und stieg am 1. November des gleichen Jahres zum Hauptmann 1. Klasse auf. Am 1. Mai 1893 wurde er zum Major im Generalstab befördert. Vom 1. Mai 1889 bis 1. November 1891 arbeitete Colard in der Zentrale des Generalstabes in Wien. 1892 leistete er aktiven Truppendienst im Infanterie-Regiment Nr. 100 in Krakau. Mit 1. Februar 1893 übernahm er als Chef den Generalstab des XV. Corps in Sarajevo und wurde am 1. November 1895 zum Oberstleutnant befördert. Im April 1897 erhielt er das Kommando über das Infanterie-Regiment Nr. 24 in Lemberg und wurde am 1. November 1898 mit Rang vom 14. Dezember zum Oberst befördert. Am 18. Oktober 1902 wurde er mit dem Orden der Eisernen Krone 3. Klasse ausgezeichnet. Am 31. März 1905 übernahm er das Kommando über die 6. Infanterie-Brigade in Salzburg und wurde am 1. Mai zum Generalmajor befördert. Am 17. Oktober 1908 wurde er zum Kommandeur des 24. Infanterie-Division in Przemyśl ernannt.
Anlässlich des Thronjubiläums von Kaiser Franz Joseph besuchte der Prince of Wales die Festung Przemyśl und zeichnete dabei Colard am 17. April 1909 mit dem Kreuz des Victoria-Ordens aus. Am 1. Mai 1909 erreichte er den Rang eines Feldmarschallleutnant, am 15. September 1910 wurde er mit dem Leopoldsordens ausgezeichnet. Am 29. Mai 1912 wurde er zum Kommandeur der Festung Przemyśl ernannt. Am 31. Januar 1914 wurde er zum Präsident des Obersten Militärgerichtshofes berufen, wo er die Durchführung einer neuen Strafprozessordnung organisierte.

### Im Weltkrieg

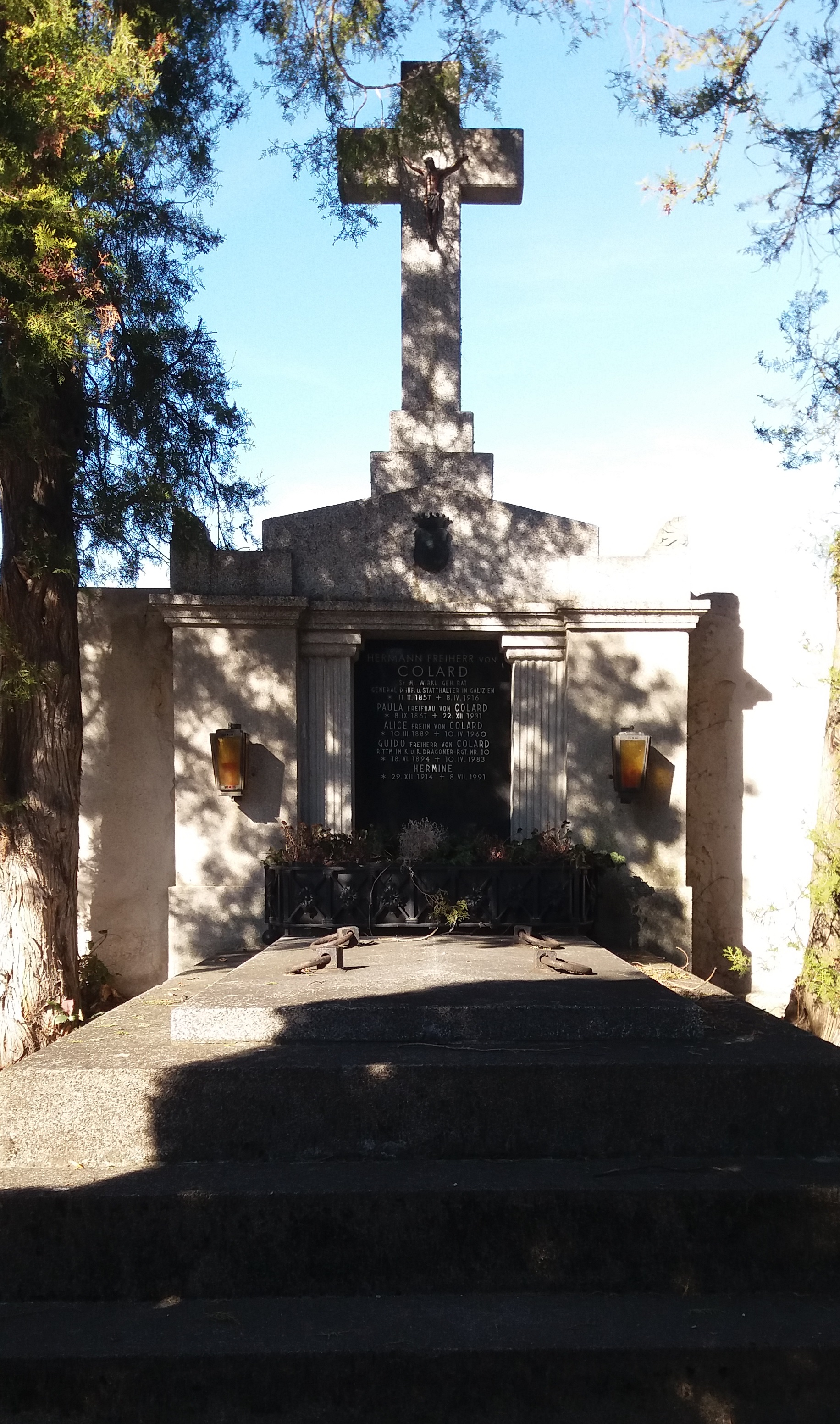
Grabstätte

Am 22. August 1914 erhielt er den Titel eines Geheimrats und am 1. September folgte die Erhebung zum General der Infanterie. Am 11. Juli 1915 wurde er außer Dienst gestellt. Schließlich wurde er am 1. August 1915 vom Kaiser zum Statthalter und Militärgouverneur des Königreichs Galizien und Lodomerien ernannt, dabei leitete er den Wiederaufbau des durch die Kriegswirren verheerten Landesteile. Colard verstarb nach kurzer Tätigkeit am 8. April 1916 im Alter von 59 Jahren. Er ist auf dem Friedhof der Theresianischen Militärakademie in Wiener Neustadt beigesetzt.

### Familie
Am 11. Februar 1888 heiratete Hermann von Colard in Lemberg Fräulein Paula Alexia Österreicher (1867–1931), mit der er zwei Kinder hatte:
- Alexia Maria Rosa (geb. 10. März 1889 in Lemberg)
- Guido Hermann Karl  (geb. 18. Juni 1894 in Sarajewo)

Am 21. März 1917 wurde seiner Familie durch Kaiser Karl I. der Freiherrenstand verliehen und eine Rente zugesprochen.